# 조르주 윌송
조르주 윌슨(Georges Wilson, 1921년 10월 16일 ~ 2010년 2월 3일)은 프랑스의 텔레비전 배우, 영화 배우, 연극 배우이다.

## 영화
- 퍼블릭 에너미 넘버 원 2 (2008년)
- 사랑 때문에 있는 게 아니야 (2005년)
- 마르키스 (1997년)
- 메이리그 (1991년)
- 마르셀의 추억 (1990, Le Château de ma mère)
- La Vouivre (1989)
- 가르델의 망명 (1985년)
- 쿼바디스 (1984년)
- 캡틴스 아너 (1982년)
- 상하이 이인창관 (1981년)
- 어프렌티스 힐 (1977년)
- 귀여운 여형사 (1977년)
- 재회 (1974년)
- 삼총사 (1973년)
- 블랑쉬 (1971년)
- 막스와 고철장수 (1971년)
- 기적을 넘어서 (1967년)
- 이방인 (1967년)
- 어 뉴 월드 (1966년)
- 권태 (1963년)
- 은행을 폭파시켜라 (1963년)
- 나폴리에서의 4일 (1962년)
- 7대 죄악 (1962년)
- 프랑스식 십계 (1962, Le Diable et les Dix Commandements)
- 지상 최대의 작전 (1962년)
- 파시스트 (1961년) - Prof. 에르미니오 보나페 역
- 르 카이드 (1960년)
- 적과 흑 (1954년)